# 15 Hudson Yards
Le 15 Hudson Yards est un gratte-ciel de 278,6 mètres construit en 2019 dans le quartier de Hell's Kitchen New York. Il appartient au vaste complexe Hudson Yards dont il est le premier immeuble à avoir été terminé.